# Saint-Médard-la-Rochette
 Saint-Médard-la-Rochette  là một xã thuộc tỉnh Creuse trong vùng Nouvelle-Aquitaine miền trung nước Pháp. Xã này nằm ở khu vực có độ cao trung bình 570 mét trên mực nước biển.